# G7 Jingxinmotorvägen
G7 Jingxinmotorvägen (京新高速公路; JīngXīn gāosùgōnglù) eller G7 Beijing–Ürümqi Expressway är en motorväg i Kina under uppbyggnad.
Sträckningen när den är färdigställd är från Peking mot nordväst genom Gobiöknen till Ürümqi i Xinjiang. Jingxin Expressway kommer totalt bli 2 500 km lång.